# Nycteris madagascariensis
Nycteris madagascariensis är en fladdermus i familjen hålnäsor som förekommer endemisk på Madagaskar.
Arten upptäcktes 1910 i en dalgång på norra Madagaskar. Senare expeditioner hittade inga fler individer. Populationen listades en längre tid som synonym till andra arter av släktet Nycteris (främst Nycteris macrotis) och godkänns sedan 1995 som art.
Individen som blev uppmät vid artens beskrivning (holotyp) var med svans 115 mm lång, svanslängden var 55 mm och underarmarna var 51 mm långa. Djuret hade 14 mm långa bakfötter och 28 mm långa öron. Svansen är liksom hos andra hålnäsor helt inbäddad i den del av flygmembranen som ligger mellan bakbenen och den har ett T-formigt slut. Även glipan i nosen som kännetecknar familjen förekommer. Arten har gråbrun päls på ovansidan och ljusgrå päls på undersidan.
IUCN listar Nycteris madagascariensis med kunskapsbrist (DD).